# Замок Лішін
Замок Лішін (англ. Lisheen Castle) — один із замків Ірландії, розташований в графстві Тіпперері, біля селища Террлі.

## Баронети Лішін
Історично це були землі ірландського королівства Ейле (Елі), якими володіли ірландські клани О'Керролл, О'Фогарті, Еогнахта. Титулом баронетів Лішін володів з 1801 року полковник Томас Юдкін-Фіцджеральд (Юніак), що прийняв прізвище Джедкін відповідно до волі дядька його матері — судді Джона Лаппа Джедкіна з Кашеля. Титул він отримав як нагороду за участь у придушенні повстання за незалежність Ірландії в 1798 році. Він помер в 1810 році і в некролозі написали. що він «надмірно використовував дев'ять хвостів кота» (засіб тортур) і що «історія його вірності уряду написана на спинах його співгромадян». Йому успадкував його син — сер Джон, ІІ баронет Лішін, що також став мером Кашеля і верховним шерифом Тіпперері. Йому успадкував титул сер Томас — ІІІ баронет Лішін, що став магістратом і заступником лейтенанта округу Тіпперері. З смертю IV баронета Лішін в 1917 році титул вважався вимерлим. Але згадуються Капель Джеральд Джедкін-Фіцджеральд (1872—1898) та Томас Юдкін-Фіцджеральд (1873 р. н.) — спадкоємці титулу. Останній згадується як V баронет Лішін, але це сумнівно, оскільки запис є неповним. Можливим нащадком титулу є Лінда Гуллетт Хадсон, але це сумнівно.

## Замок Лішін
Замок був побудований в XVIII столітті. Це була заміська резиденція аристократів. Під час війни за незалежність Ірландії в 1921 році замок став ареної боїв і згорів. Замок був відновлений в 1996 році. Замок відновила родина Еверард. Нині замок перетворений в розкішний готель. Родина Еверард здавна жила у цих землях. У ХІХ столітті родина Еверард переїхала в Форфілд-Хаус. З 1838 року замком володіла родина Ллойд, зокрема Джон Ллойд. У той час Гріффіт оцінив замок в 42 фунти стерлінги. лойди жили в замку до 1880 року, хоча Слейтер пише, що Ллойди жили тут і в 1894 році. Згодом замок здавали в оренду, а потім в 1918 році продавали Вільяму Брею О'Браєну з Ардфорт-Хауза, місто Терлес. Коли замок був спалений в 1921 році, це місце стало власністю дочки О'Браєна і його зятя Джона Френсіса О'Міра. У 1994 році руїни замку були придбані Джоан та Майклом Еверардами, які відновили замок. Нинішні власники замку — Майкл та Джоан Еверард успішно займаються сільським господарством.